# Djævelens barn
Djævelens barn is de Noorse titel van het toneelstuk The devil's disciple van George Bernard Shaw. Deze versie ging in première op 6 maart 1907 in het Nationaltheatret in Oslo. Johan Halvorsen, verantwoordelijk voor de muziek, koos voor een combinatie van reeds gecomponeerd werk van derden en enige stukjes eigen muziek. De volgende muziek kon tijdens de uitvoeringen gehoord worden:
- de ouverture uit De vrolijke vrouwtjes uit Windsor van Otto Nicolai
- een rigaudon uit opus 93 van Camille Saint-Saëns
- een Amerikaanse mars van John Philip Sousa (onbekend is welke er werd uitgevoerd)
- de gang naar het schavot uit Symphonie fantastique van Hector Berlioz
- eigen muziek van Halvorsen.

De eigen muziek van Halvorsen werd al snel weer opgeborgen toen de serie van zes uitvoeringen achter de rug was en is alleen in manuscriptvorm bewaard gebleven.    